# Monahans
Monahans é uma cidade localizada no estado norte-americano de Texas, no Condado de Ward e Condado de Winkler.

## Demografia
Segundo o censo norte-americano de 2000, a sua população era de 6821 habitantes.
Em 2006, foi estimada uma população de 6392, um decréscimo de 429 (-6.3%).

## Geografia
De acordo com o United States Census Bureau tem uma área de
64,3 km², dos quais 64,3 km² cobertos por terra e 0,0 km² cobertos por água. Monahans localiza-se a aproximadamente 799 m acima do nível do mar.

## Localidades na vizinhança
O diagrama seguinte representa as localidades num raio de 32 km ao redor de Monahans.